# Glimmerbøsse
Glimmerbøsse (latin: Meligethes aeneus), også kaldet Rapsglansbille, er en lille bille, der tilhører familien glansbiller. Den anses for at være et skadedyr, da den kan forårsage stor skade på rapsmarker.

## Udseende
Glimmerbøssen er en lille, 2-2½ mm lang bille. Billens farve er mørk med grønlig metalglans. Billen har seks ben og to følehorn.